# Bom Jesus (Santa Catarina)
Pour les articles homonymes, voir Bom Jesus.
Bom Jesus est une ville brésilienne de l'ouest de l'État de Santa Catarina.

## Géographie
Bom Jesus se situe par une latitude de 26° 44′ 02″ sud et par une longitude de 52° 23′ 39″ ouest, à une altitude de 669 mètres.
Sa population était de 2 526 habitants au recensement de 2010. La municipalité s'étend sur 64 km2.
Elle fait partie de la microrégion de Xanxerê, dans la mésorégion Ouest de Santa Catarina.

## Villes voisines
Bom Jesus est voisine des municipalités (municípios) suivantes :
- Ipuaçu
- Abelardo Luz
- Ouro Verde
- Faxinal dos Guedes
- Xanxerê